# Calamagrostis parviseta
Calamagrostis parviseta là một loài thực vật có hoa trong họ Hòa thảo. Loài này được (Vickery) Reeder mô tả khoa học đầu tiên năm 1950.